# Niebezpieczny zakręt
Niebezpieczny zakręt lub Ostrożnie ( ☡ ) – znak matematyczny stworzony przez grupę francuskich matematyków, tworzących pod pseudonimem Nicolas Bourbaki i umieszczany przez nich na (lewych) marginesach książek z serii Elementy matematyki w miejscach, w których niedoświadczony czytelnik narażony jest na pomyłkę. Znak przypomina niebezpieczny zakręt lub błyskawicę.
Niebezpieczny zakręt Bourbakiego został zaadaptowany w licznych dziełach, zwłaszcza podręcznikach informatyka Donalda Knutha i zmodyfikowany do formy bardziej przypominającej znak drogowy. Knuth używał go w swoich publikacjach do oznaczenia fragmentów  wymagających szczególnej uwagi.
Dziś znak jest używany głównie w środowiskach akademickich i publikacjach ściśle naukowych, a także w postaci grafiki wektorowej w wielu wydaniach popularnonaukowych, a nawet w podręcznikach szkolnych.

## Typografia
Znak niebezpiecznego zakrętu Bourbakiego w Unicode przyjmuje postać:
| Znak | Unicode | Kod HTML             | Nazwa unikodowa | Nazwa polska                     |
| ---- | ------- | -------------------- | --------------- | -------------------------------- |
| ☡    | U+2621  | &#x2621; lub &#9761; | CAUTION SIGN    | niebezpieczny zakręt Bourbakiego |

### LaTeX
Aby wyświetlić znak błyskawicy w LaTeXu należy zaimportować krój pisma manfnt poprzez użycie polecenia \usepackage{manfnt}, a następnie wpisać \dbend w miejscu docelowego pojawienia się znaku. Alternatywnie można użyć znaczników:
- \lhdbend
- \reversedvideodbend
- \textdbend
- \textlhdbend
- \textreversedvideodbend